# Heardaxius
Heardaxius is een geslacht van kreeftachtigen uit de klasse van de Malacostraca (hogere kreeftachtigen).

## Soort
- Heardaxius rogerbamberi Poore, 2015